# Parkerfield (Kansas)
Pour les articles homonymes, voir Parkerfield.
Parkerfield est une ville américaine située dans le Comté de Cowley, au Kansas. Selon le recensement de 2020, sa population est de 406 habitants.